# Orchesia ovata
Orchesia ovata es una especie de coleóptero de la familia Tetratomidae.

## Distribución geográfica
Habita en Quebec Canadá.